# Biblioteca Nacional de la India
La Biblioteca Nacional de India, (en bengalí, ভারতের জাতীয় গ্রন্থাগার, en inglés, National Library of India) situada en la ciudad de Calcuta, en la mansión Belvedere, es la de mayor tamaño de la India, y posee los derechos de registro público. Sus objetivos son la preservación, colección y divulgación de los escritos e impresos del país y relacionados con su cultura, así como del resto del mundo. Posee más de dos millones de libros.
Sus orígenes se remontan a 1836, en la primera biblioteca pública de la ciudad, aunque para su uso y creación se usó un sistema de suscripción previo pago de 300 rupias. Recibió a lo largo del siglo XIX, importantes cesiones, donaciones y regalos que aumentaron la calidad y cantidad de sus fondos. Estudiantes pobres y gentes sin recursos fueron admitidas con algunas restricciones. En 1891, se formó la Biblioteca Imperial con importantes fondos de diversos organismos gubernamentales de la India británica, que por disposición del virrey Lord Curzon, se fusionó con la biblioteca pública de Calcuta antes mencionada conservando su nombre de Imperial hasta que en 1948, ya bajo el Estado indio independiente recibió el nombre de Biblioteca Nacional, situándose en su presente ubicación, en 1953.
Sus colecciones incluyen fondos en todas las lenguas del subcontinente indio (bengalí, gujaratí, hindi, asamés, sánscrito, pali, panyabí, etc.), así como en lenguas romances, germánicas, eslavas, africanas y del Asia occidental. Posee notables colecciones de libros raros, más de 3000 manuscritos en varias lenguas, documentos oficiales del gobierno de India, de la ONU, mapas, y colecciones de ciencia y tecnología.